# Beto Aloureiro
Beto Aloureiro (Rio de Janeiro, 14 de novembro de 1971) é um cantor, baixista, publicitário e curioso profissional das redes sociais brasileiro.
Foi membro da banda de rock brasiliense Rumbora, onde cantava e tocava baixo. Além da Rumbora, tocou nas bandas O Motim e Poluição Sonora. No Rumbora, Beto Aloureiro gravou três discos, e tocou nas principais casas de show do Brasil, inclusive no Rock in Rio III. Curiosamente, foi o único músico da banda que participou de absolutamente todos os shows.
Após o término do Rumbora, Beto Aloureiro voltou para o mercado publicitário on-line, onde trabalhou em pequenas e grandes agências, como a AgenciaClick. Terminou um MBA em Marketing, pela ESPM/SP. Atuou como gerente de redes sociais da Tecnisa, tendo destaque com a primeira venda de um apartamento pelo twitter.  Em 2010 ganhou o prêmio Master Imobiliário como melhor profissional de marketing do segmento naquele ano.
Em 2014 criou a primeira marca de suplementos veganos do Brasil a Veganway.

## Discografia

### Rumbora
| Ano  | Título                       |
| ---- | ---------------------------- |
| 1999 | 71                           |
| 2000 | Exército Positivo e Operante |
| 2003 | Trio Elétrico                |